# Бетансос (комарка)
Бетансос (исп. Betanzos,  галис. Betanzos)  — район (комарка) в Испании, входит в провинцию Ла-Корунья в составе автономного сообщества Галисия.

## Муниципалитеты
1. Аранга
2. Бетансос
3. Сесурас
4. Койрос
5. Куртис
6. Ирихоа
7. Миньо
8. Оса-де-лос-Риос
9. Падерне
10. Вильярмайор (Ла-Корунья)
11. Виласантар